# Martín Fernández de Navarrete

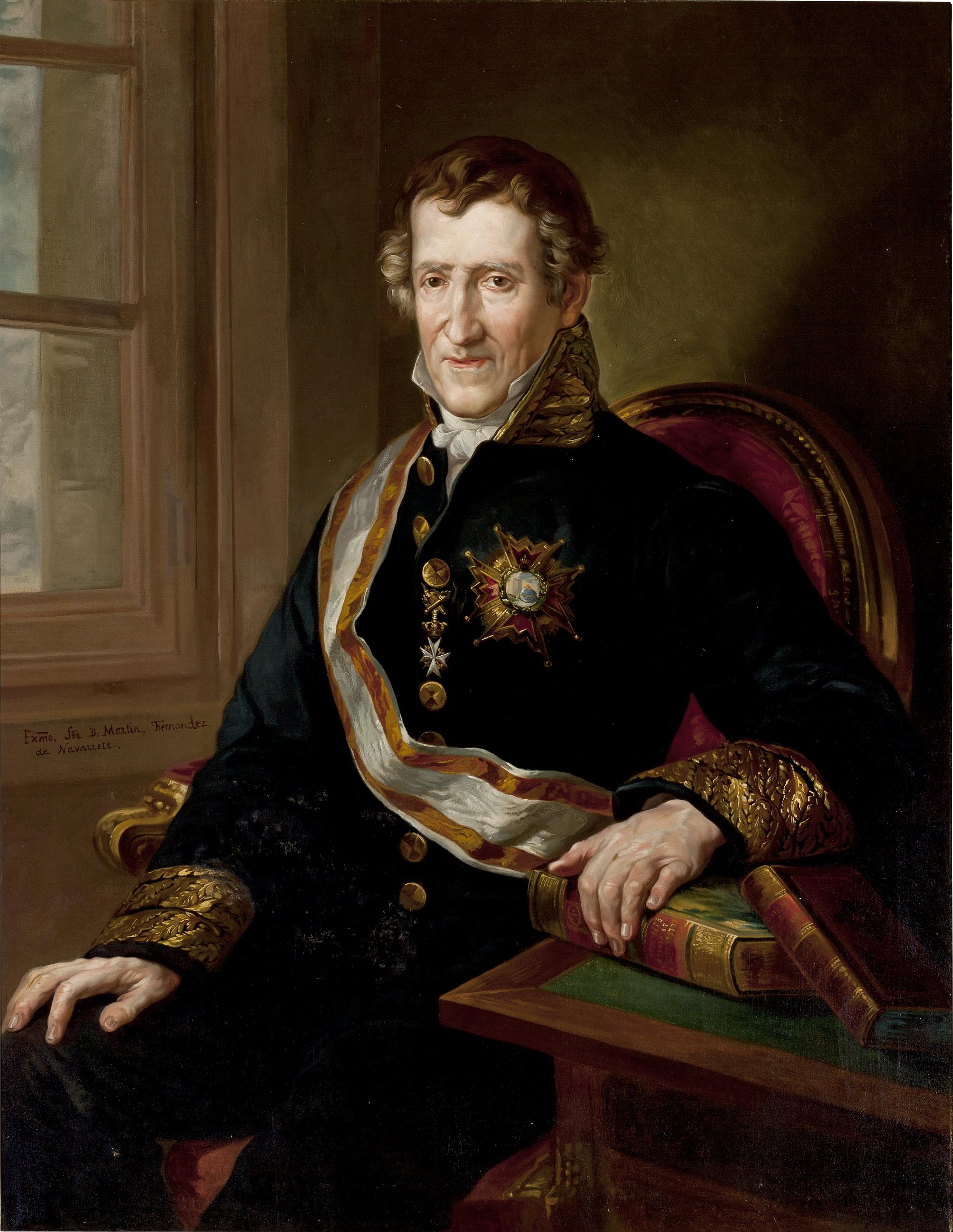
Martín Fernández de Navarrete

Martín Teodoro Fernández de Navarrete y Ximénez de Tejada, född 8 november 1765 i Ábalos, La Rioja, död 8 oktober 1844 i Madrid, var en spansk sjömilitär och forskare. 
Navarrete deltog med utmärkelse i flera sjöexpeditioner, blev direktör för hydrografiska institutet 1823, senator 1836, ledamot av Real Academia Española och direktör för Real Academia de la Historia. 
Navarrete vann stort anseende för mycket värderika geografiska arbeten, såsom Colección de los viajes y descubrimientos que hicieron los españoles desde el fin del siglo XV (fem band, 1825–37), Disertación sobre la historia náutica (1846) och Biblioteca marítima española (postumt 1851). Dessutom utgav han en Biografia de Don José de Cadalso och Vida de Cervantes (tryckt i Spanska akademiens stora Don Quijote-upplaga).